# Disfunció sexual
Una disfunció sexual és qualsevol trastorn o problema que afecti l'àrea del gaudiment de la sexualitat humana.
Les disfuncions sexuals poden tenir diferents causes d'ordre físic o psíquic i, freqüentment, són mixtes.
Com a possibles causes físiques podem trobar-hi diferents malalties orgàniques, com la diabetis, la hipertensió arterial, el càncer, les cardiopaties greus, diverses malalties neurològiques. També és freqüent que siguin secundàries a diversos medicaments com els antidepressius, els diürètics, els sedants, els antihipertensius. També l'alcohol, el tabac i diverses drogues afecten negativament la sexualitat.
Com a causes psíquiques comunes hi ha els dèficits educatius, una visió moral massa estricta, el fonamentalisme religiós, els antecedents d'abús sexual o d'agressió sexual, la reacció davant d'alguna malaltia física i els trastorns psiquiàtrics.
- Addicció al sexe
- Desig sexual inhibit
- Disfunció orgàsmica
- Disfunció erèctil (Impotència)
- Ejaculació precoç
- Ejaculació retardada
- Parafílies
- Vaginisme